# Carcinops plaumanni
Carcinops plaumanni är en skalbaggsart som beskrevs av Wenzel 1944. Carcinops plaumanni ingår i släktet Carcinops och familjen stumpbaggar. Inga underarter finns listade i Catalogue of Life.